# Mobile Suit Gundam GQuuuuuuX
Mobile Suit Gundam GQuuuuuuX (機動戦士 Gundam GQuuuuuuX?, Kidō senshi Gandamu Jīkuakusu) è una serie televisiva anime prodotta congiuntamente da Sunrise e Studio Khara. Annunciata come il sedicesimo capitolo del franchise di Gundam, è la seconda serie televisiva trasmessa durante l'era Reiwa in Giappone, nonché la seconda consecutiva (dopo Mobile Suit Gundam: The Witch from Mercury) a presentare una protagonista femminile.
La serie è diretta da Kazuya Tsurumaki, sceneggiata da Yoji Enokido e Hideaki Anno, con character design di Take e mecha design di Ikuto Yamashita. Una versione cinematografica, composta da un montaggio dei primi episodi, è stata distribuita da Toho il 17 gennaio 2025, mentre la serie televisiva ha debuttato nell'aprile dello stesso anno.

## Storia
La serie è ambientata in una linea temporale alternativa dell'Universal Century, che si discosta dalla continuità della serie originale Mobile Suit Gundam. In questa versione, Char Aznable riesce a impossessarsi dell'RX-78-02 Gundam e della nave White Base, assumendo il ruolo di pilota dell'unità mobile al posto di Amuro Ray e ribattezzandola "Red Gundam". Questo evento altera significativamente l'esito della Guerra di un anno tra la Federazione Terrestre e il Principato di Zeon, conducendo a una vittoria di quest'ultimo.
In seguito, Char e il Red Gundam scompaiono durante un misterioso evento noto come "Zeknova", dando avvio a un'operazione di ricerca da parte di Zeon. In questa linea temporale alternativa, alcuni personaggi deceduti nella continuity originale, come Challia Bull e Kycilia Zabi, risultano sopravvissuti.

### Trama
Cinque anni dopo la vittoria del Principato di Zeon nella Guerra di un Anno, Amate Yuzuriha, una studentessa delle scuole superiori residente nella colonia spaziale "Side 6", incrocia la strada con Nyaan, una rifugiata di guerra. Il loro incontro coinvolge Amate in un incidente quando sia il Principato di Zeon che la Polizia Militare di Side 6 iniziano a inseguire il Red Gundam, riapparso improvvisamente dopo cinque anni dalla sua scomparsa.
Per catturare il Red Gundam, Zeon invia Xavier Olivette a bordo del gMS-Ω GQuuuuuuX, un prototipo destinato ai piloti Newtype. Durante l'inseguimento, Xavier si schianta contro la colonia e viene espulso dal suo Mobile Suit. Amate entra nella cabina di pilotaggio del GQuuuuuuX, lo ruba e riesce a sconfiggere le forze di polizia, permettendo al Red Gundam di fuggire. Il GQuuuuuuX viene poi recuperato dai Pomerania, un gruppo clandestino di meccanici che partecipa alle Clan Battles, duelli illegali tra Mobile Suit.
Dopo aver incontrato Shuji, il pilota del Red Gundam, Amate decide di unirsi a lui e ai Pomerania, partecipando alle Clan Battles al suo fianco.

## Personaggi

### Principali
Amate Yuzuriha (アマテ・ユズリハ?) / Machu (マチュ?)
Doppiata da: Tomoyo Kurosawa (ed. giapponese), Emanuela Ionica (ed. italiana)
Una studentessa delle superiori coinvolta negli eventi dopo aver incontrato Nyaan. Diventa la pilota del gMS-Ω GQuuuuuuX e protagonista della serie.
Nyaan (ニャアン?)
Doppiato da: Yui Ishikawa (ed. giapponese), Rossa Caputo (ed. italiana)
Una rifugiata di guerra proveniente da una terra devastata dal conflitto. Dopo la fuga, si rifugia su Side 6 dove incontra Amate.
Shuji Ito (シュウジ・イトウ?, Shūji Itō)
Doppiato da: Shimba Tsuchiya (ed. giapponese); Federico Campaiola (ed. italiana)
Pilota del Red Gundam, un tempo appartenuto a Char Aznable. Incontra Amate e diventa il suo compagno nelle Clan Battles.

### Kaneban Co., Ltd. / Pomerania
Annqi (アンキー?, Ankī)
Doppiata da: Mariya Ise (ed. giapponese), Valentina Favazza (ed. italiana)
Presidente del rigattiere Kaneban Co., Ltd. Coinvolta nelle Clan Battles.
Jezzi (ジェジー?, Jejī)
Doppiato da: Yukitoshi Tokumoto (ed. giapponese), Francesco Venditti (ed. italiana)
Pilota di un Mobile Suit Zaku nelle Clan Battles.
Pomerania (ポメラニアン?, Pomerania)
Doppiato da: Kosuke Echigoya (ed. giapponese);
Una pomerania, mascotte della Kaneban Co., Ltd. di proprietà di Jezzi.
Nabu (ナブ?, Nabu)
Doppiato da: Shōya Chiba (ed. giapponese), Manuel Meli (ed. italiana)
Kaine (ケーン?, Kēn)
Doppiato da: Yusuke Nagano (ed. giapponese), Andrea Di Maggio (ed. italiana)
HARO (ハロ?, Haro)
Doppiato da: Rie Kugimiya (ed. giapponese), Beatrice Manfredi (ed. italiana)
Un robot AI autonomo, fornisce supporto e informazioni ad Amate durante le battaglie.

### Principato di Zeon

#### Equipaggio di Sodon
Challia Bull (シャリア・ブル?, Charia Buru)
Doppiato da: Shinji Kawada (ed. giapponese), Simone D'Andrea (ed. italiana)
Tenente colonnello dell'esercito di Zeon. Una volta cospirò con Char Aznable per tradire Zeon durante la Guerra di un anno. Dalla scomparsa di Char, ha cercato Char e il Red Gundam.
Tenente colonnello e Newtype sopravvissuto nella linea temporale alternativa. Era apparso originariamente in Mobile Suit Gundam episodio 39.
Xavier Olivette (エグザベ・オリベ?, Eguzabe Oribe)
Doppiato da: Seiichiro Yamashita (ed. giapponese), Flavio Aquilone (ed. italiana)
Giovane sottotenente diplomato alla Flanagan School, inizialmente pilota del GQuuuuuuX.
Comoli Harcourt (コモリ・ハーコート?, Komori Hākōto)
Doppiata da: Akane Fujita (ed. giapponese), Alice Venditti (ed. italiana)
Ufficiale d'élite coinvolta nella missione per recuperare Char e il Red Gundam.
Rassit (ラシット?, Rashitto)
Doppiata da: Saya Hirose (ed. giapponese), Benedetta Degli Innocenti (ed. italiana)
Tenente Colonnello dell'Esercito del Principato di Zeon. Capitano del Sodon.
Kowal (コワル?, Kowaru)
Doppiato da: Yuji Murai (ed. giapponese),
Tenente dell'esercito del Principato di Zeon, presta servizio come ufficiale tecnico a bordo del Sodon.
Tangi (タンギ?, Tangi)
Doppiato da: Takayuki Nakatsukasa (ed. giapponese),
Sergente Maggiore del Principato di Zeon. Sodon timoniere.
Osillo (オシロ?, Oshiro)
Doppiata da: Genta Nakamura (ed. giapponese),
Sergente nell'esercito del Principato di Zeon. Operatore di Sodon.
Sepha (セファ?, Sefa)
Doppiata da: Risa Watanabe (ed. giapponese),
Caporale nell'esercito del Principato di Zeon. Operatore di Sodon.
Benowa (ベノワ?, Benowa)
Doppiato da: Akinori Egoshi (ed. giapponese),
Caporale nell'esercito del Principato di Zeon. Responsabile della comunicazione Sodon.
Simus Al Bakharov (シムス・アル・バハロフ?, Shimusu Aru Baharofu)
Doppiata da: Umeka Shōji (giapponese), Sabrina Duranti (ed. italiana)
Capitano dell'esercito del Principato di Zeon, è coinvolta nello sviluppo delle armi Psycommu ed è una stretta alleata di Challia.

### Altro personale
Casval Rem Deikun (キャスバル・レム・ダイクン?, Kyasubaru Remu Daikun) / Char Aznable (シャア・アズナブル?, Shaa Azunaburu)

Doppiato da: Yuuki Shin (ed. giapponese), Alessandro Campaiola (ed. italiana)
Pilota originale del Red Gundam e veterano della Guerra di un Anno, scomparso misteriosamente dopo la battaglia finale.
Kycillia Zabi (キシリア・ザビ?, Kishiria Zabi)
Doppiata da: Kaori Nazuka (ed. giapponese), Rossella Acerbo (ed. italiana)
Maggiore Generale di Zeon, comandante della Forza d'Assalto Mobile.
Denim (デニム?, Denimu)
Doppiato da: Kōsuke Gotō (ed. giapponese), Roberto Stocchi (ed. italiana)
Un sergente maggiore dell'esercito di Zeon. Nell'U.C. 0079, pilotò uno Zaku insieme a Char durante l'assalto alla Base Bianca.
Dren (ドレン?, Doren)
Doppiato da: Taichi Takeda (ed. giapponese), Gianluca Machelli (ed. italiana)
Un tenente dell'esercito di Zeon, che in seguito fu promosso a capitano. Era l'aiutante di Char.
Mulligan (マリガン?, Marigan)
Doppiato da: Soma Saito (ed. giapponese), David Chevalier (ed. italiana)
Tenente dell'esercito del Principato di Zeon. Un subordinato di Cillia.
Flanagan (フラナガン?, Furanagan)
Doppiato da: Hiroshi Shirokuma (ed. giapponese); Stefano Mondini (ed. italiana)
Uno scienziato che ha fondato l'Istituto Flanagan, la struttura di ricerca Newtype del Principato di Zeon.
Gaia (ガイア?)
Doppiato da: Yōji Ueda (ed. giapponese); Angelo Maggi (ed. italiana)
Ex capitano dell'esercito del Principato di Zeon, si fece un nome durante la Guerra di un anno come parte delle Black Tri-Stars insieme a Ortega e Mash. Ha partecipato a una battaglia di clan con il nome di GGG.
Ortega (オルテガ?, Orutega)
Doppiato da: Kenji Hamada (ed. giapponese); Alberto Angrisano (ed. italiana)
Ex tenente dell'esercito del Principato di Zeon, era un membro delle Black Tri-Stars che combatterono nella Guerra di un anno. Partecipò a una battaglia di clan con il nome di OOO.
Atharv (アサーヴ?, Asāvu)
Doppiato da: Koki Uchiyama (ed. giapponese); Jacopo Castagna (ed. italiana)
Un tenente dell'esercito del Principato di Zeon e aiutante di Kycilia.
Miguel Serveto (ミゲル・セルベート?, Migeru Serubēto)
Doppiato da: Taku Yashiro (ed. giapponese); Emanuele Ruzza (ed. italiana)
Un sottotenente nell'esercito del Principato di Zeon. Un pilota che si è diplomato alla Flanagan School ed è stato compagno di classe di Xavier.
M'Quve (マ・クベ?, Ma Kube)
Doppiato da: Tomokazu Sugita (ed. giapponese);
Colonnello dell'esercito del Principato di Zeon. Presta servizio sotto il comando di Kycilia Zabi nella Forza d'Assalto Mobile. In seguito diventa tenente generale nell'esercito del Principato di Zeon.
Uragang (ウラガン?, Uragan)
Doppiato da: Taiki Yamashita (ed. giapponese);
Sottotenente nell'esercito del Principato di Zeon. L'aiutante di M'Quve.
Tokwan (トクワン?, Tokuwan)
Doppiato da: Hiroo Sasaki (ed. giapponese); Emanuele Durante (ed. italiana)
Un capitano dell'esercito del Principato di Zeon e pilota del Rick Dom.
Leo Lionni (レオ・レオーニ?, Reo Reōni)
Doppiato da: Nobuyuki Hiyama (ed. giapponese);
Responsabile dello sviluppo di Yomagn'tho.
Tirza Lionni (ティルザ・レオーニ?, Tiruza Reōni)
Doppiata da: Rena Maeda (ed. giapponese); Ilaria Latini (ed. italiana)
Figlia di Leo Lionni, il responsabile dello sviluppo di Yomagn'tho.

### Federazione Terrestre
Paolo Cassius (パオロ・カシアス?, Paoro Kashiasu)
Doppiato da: Hiroshi Naka (ed. giapponese);
Tenente Colonnello delle Forze della Federazione Terrestre. Capitano della nave d'assalto anfibio Pegasus.
Tem Ray (テム・レイ?, Temu Rei)
Doppiato da: Kosuke Echigoya (ed. giapponese);
L'ingegnere capo del progetto Operation V della Federazione Terrestre, che ha sviluppato il mobile suit RX-78-02 White Gundam.
Shiiko Sugai (シイコ・スガイ?)
Doppiata da: Manami Hanawa (ed. giapponese);  Letizia Ciampa (ed. italiana)
Un ex asso della Federazione Terrestre che ha abbattuto oltre 100 mobile suit nemici durante la Guerra di un anno. La sua reputazione e abilità le sono valse il soprannome di "The Witch". Ha l'ossessione di abbattere il Red Gundam in battaglia, indipendentemente da chi sia il suo attuale pilota, dopo che il suo MAV è stato ucciso dal mobile suit durante la guerra. Combatte con il nome di MAMAMAJO (ママ魔女).
Bocata (ボカタ?, Bokata)
Doppiato da: Ai Kaneta (ed. giapponese);
Un impiegato della Compagnia di Sicurezza del Dormitorio, ex pilota della Federazione Terrestre e MAV di Shiiko. Combatte con il nome di HAL (ハル).
Mosk Han (モスク・ハン?, Mosuku Han)
Doppiato da: Yasuhiro Kikuchi (giapponese);
Attualmente è impiegato presso la Compagnia di Sicurezza del Dormitorio, ed è un ex ufficiale tecnico delle Forze della Federazione Terrestre.
Deux Murasame (ドゥー・ムラサメ?, Do~ū Murasame)
Doppiato da: Hisako Kanemoto (ed. giapponese); Sara Ciocca (ed. italiana)
Sottotenente delle Forze della Federazione Terrestre e Cyber-Newtype, è affiliata al Murasame Institute, una struttura di ricerca Newtype della Federazione Terrestre.
Gates Capa (ゲーツ・キャパ?, Gētsu Kyapa)
Doppiato da: Ayumu Murase (ed. giapponese); Lorenzo Crisci (ed. italiana)
Tenente delle Forze della Federazione Terrestre e Cyber-Newtype, è affiliato alla struttura di ricerca Newtype dell'Augusta Institute e lavora come gestore di Deux.
Bask Om (バスク・オム?, Basuku Omu)
Doppiato da: Hiroki Yasumoto (ed. giapponese); Massimo Bitossi (ed. italiana)
Un Maggiore delle Forze della Federazione Terrestre, che sta organizzando una forza speciale di estrema destra.

### Side 6/Izuma Colony
Arraga (アラガ?, Araga)
Doppiato da: Masato Niwa (ed. giapponese), Daniel Spizzichino (ed. italiana)
Un ufficiale di polizia militare del Side 6. Un pilota della polizia militare Zaku.
Ragguchi (ラゴウチ?, Ragouchi)
Doppiato da: Yoshimitsu Shimoyama (ed. giapponese);
Un ufficiale di polizia militare del Side 6. Come Arraga, pilota uno Zaku della polizia militare.
Tamaki Yuzuriha (タマキ・ユズリハ?)
Doppiata da: Rie Kugimiya (ed. giapponese);
Un'impiegata dell'Ufficio di Audit di Side 6 e madre di Amate. Suo marito è un diplomatico, attualmente lavora lontano da casa in un'altra colonia, e lei è preoccupata per il futuro di Amate.
Ward (ワード?, Wādo)
Doppiato da: Hiroshi Yanaka (ed. giapponese);
Un detective militare e di polizia di Side 6.
Chaichi (チャイチ?)
Doppiato da: Katsumi Fukuhara (ed. giapponese);
Un detective militare e di polizia del Side 6 e partner di Ward.
Mahko Nagawara (マーコ・ナガワラ?, Māko Nagawara)
Doppiato da: Tetsu Inada (ed. giapponese);
Il boss che fa agire Nyaan come corriere illegale.
Cameron Bloom (カムラン・ブルーム?, Kamuran Burūmu)
Doppiato da: Kazuyuki Okitsu (ed. giapponese);  Alessandro Messina (ed. italiana)
Il consigliere presidenziale del Lato 6.

### Terra
Lalah Sune (ララァ・スン?, Rara~a Sun)

Doppiata da: Hina Yōmiya (ed. giapponese); Joy Saltarelli (ed. italiana)
Una donna che lavora come prostituta alla Kabas Estate. Ha visioni di una vita che non ha mai avuto.
Vani (ヴァーニ?, Vu~āni)
Doppiato da: Yui Ogura (ed. giapponese); Veronica Benassi (ed. italiana)
Una ragazza che lavora come cameriera nella tenuta di Kabas. Adora Lalah.
Kanchana (カンチャナ?)
Doppiata da: Hana Hishikawa (ed. giapponese); Arianna Vignoli (ed. italiana)
Una ragazza che lavora come cameriera alla Kabas Estate con Vani. Rispetta Lalah.

## Produzione
La serie è stata annunciata durante il livestream "Gundam Conference Winter 2024" il 4 dicembre 2024. Si tratta della prima produzione di Gundam co-prodotta dallo Studio Khara, con la direzione creativa guidata da Kazuya Tsurumaki. Hideaki Anno, accreditato come co-sceneggiatore, ha avuto un ruolo limitato, fornendo supporto alla produzione. Il mecha design è stato affidato a Ikuto Yamashita.
La pianificazione della serie è iniziata nel 2018. Studio Khara aveva già collaborato con Sunrise per progetti precedenti, tra cui l'animazione intermedia e altri supporti, come nell'ultimo episodio di Mobile Suit Gundam Unicorn Nell'ambito della produzione, Tsurumaki ha avuto la libertà di offrire nuovi approcci. Secondo Sunrise, la serie è considerata una delle opere rappresentative in vista del 45° e 50° anniversario del franchise. È stato inoltre prodotto un montaggio cinematografico intitolato Mobile Suit Gundam GQuuuuuuX Beginning per celebrare l'evento.

## Media

### Anime
La versione cinematografica è stata distribuita da Bandai Namco Filmworks e Toho, con anteprima il 17 gennaio 2025. Le versioni MX4D e 4DX sono state proiettate dal 22 febbraio 2025. In Nord America, la distribuzione è gestita da GKIDS, con una prima tenutasi il 20 febbraio presso la Japan Society di New York, seguita da un'uscita estesa dal 28 febbraio.
La serie televisiva ha debuttato il 9 aprile 2025 sulle reti affiliate alla NNS, inclusa Nippon TV. La sigla di apertura è Plazma, di Kenshi Yonezu, mentre quella di chiusura è Mо̄ dо̄ natte mo ii ya (もうどうなってもいいや?) di Hoshimachi Suisei. La serie è disponibile a livello globale in streaming su Amazon Prime Video con doppiaggio in varie lingue, tra cui l'italiano.

#### Episodi
| Nº | Titolo italiano Giapponese 「Kanji」 - Rōmaji | In onda         | In onda        |
| Nº | Titolo italiano Giapponese 「Kanji」 - Rōmaji | Giapponese      | Italiano       |
| 0  | Inizio 「ビギニング」 - Biginingu | 17 gennaio 2025 | -              |
| 0  | Un film compilation dei primi quattro episodi della serie. |                 |                |
| 1  | Il gundam rosso 「赤いガンダム」 - Akai gandamu | 9 aprile 2025   | 9 aprile 2025  |
| 1  | Cinque anni dopo la Guerra di un anno, il comandante Challia Bull, ex subordinato di Char, guida una task force di Zeon che insegue il Red Gundam, che è misteriosamente riapparso, verso la colonia Side 6. Sul lato 6, la studentessa Amate "Machu" Yuzuriha si scontra con la contrabbandiere Nyaan e finisce per incontrare la squadra clandestina di battaglia del clan Pomerania. Durante quel periodo, Challia invia il Gundam GQuuuuuX pilotato dal guardiamarina Xavier Olivette per catturare il Red Gundam. Entrambi i Gundam finiscono per combattere all'interno della colonia stessa, causando la risposta della polizia militare locale, con conseguente distruzione di massa. Xavier tuttavia ha difficoltà ad attivare l'Omega Psycommu sperimentale del GQuuuuuX ed è costretto ad abbandonarlo. Arrabbiata per l'abuso di potere della polizia militare, Amate requisisce il GQuuuuuuX, con l'Omega Psycommu che si attiva in sua presenza, e disabilita i mobile suit della polizia militare mentre il Red Gundam fugge. |                 |                |
| 2  | Il gundam bianco 「白いガンダム」 - Shiroi gandamu | 16 aprile 2025  | 16 aprile 2025 |
| 2  | All'inizio della Guerra di un anno, Char Aznable fu in grado di rubare due delle armi segrete della Federazione Terrestre: il mobile suit Gundam e la nave da guerra White Base, rinominandole rispettivamente Red Gundam e Sodon. Char utilizzerà il Red Gundam come suo mobile suit personale, e installerà un dispositivo di controllo sperimentale Alpha Psycommu al suo interno. Recluta anche l'allora tenente Challia Bull per essere il suo gregario. Alla fine, la Federazione è in grado di spingere Zeon di nuovo nello spazio, ma Zeon mantiene il sopravvento catturando la base di asteroidi Luna II, strategicamente importante della Federazione. Come ultima risorsa, la Federazione invia la base dell'asteroide Salomone in rotta di collisione con la città lunare Von Braun, controllata da Zeon. Char si offre volontario per prendere parte a una missione per distogliere Solomon, ma tenta segretamente di sabotare il piano come parte del suo piano di vendetta contro Zeon. Tuttavia, un incontro casuale con sua sorella sventa i suoi piani, e l'Alpha Psycommu improvvisamente non funziona correttamente e inghiotte Char e la maggior parte di Solomon in una sfera di luce. Successivamente, la Federazione firma una tregua con Zeon mentre Challia inizia la sua ricerca di Char che alla fine lo porta al Lato 6. |                 |                |
| 3  | Machu e le clan battle 「クランバトルのマチュ」 - Kuranbatoru no Machu | 23 aprile 2025  | 23 aprile 2025 |
| 3  | Affascinata dalla visione che ha avuto quando l'Omega Psycommu si è attivata, Machu accetta di unirsi ai Pomerania come pilota di Clan Battle. In seguito incontra Shuji Ito, il pilota del Red Gundam, e accettano di lavorare insieme come coppia per l'imminente battaglia tra clan. Durante la Battaglia del Clan, l'inesperta Machu ha inizialmente difficoltà a combattere la squadra avversaria, ma le sue nuove abilità Newtype le permettono di coordinarsi telepaticamente con Shuji e di assicurarsi la vittoria. Challia e Xavier guardano la battaglia mentre viene trasmessa in streaming e sono scioccati nel vedere entrambi i Gundam lavorare insieme. |                 |                |
| 4  | La guerra della strega 「魔女の戦争」 - Majo no sensō | 30 aprile 2025  | 30 aprile 2025 |
| 4  | Shuji rivela che lui e il Red Gundam desiderano andare sulla Terra usando i soldi che guadagna dalle Clan Battle, un sentimento con cui Machu è d'accordo. Shiiki Sugai, una ex pilota della Federazione nota come La strega, incontra i Pomerania dopo aver appreso dell'apparizione del Red Gundam nella colonia e li sfida a una battaglia tra clan a causa del suo desiderio di vendetta. Pilotando la tuta Gelgoog in stile Gundam, diventa ossessionata dalla sconfitta del Red Gundam e inizia ad attaccare spietatamente Shuji con tecnologia e tecniche che rivaleggiano persino con la velocità di reazione di Newytpe. In un evento che Challia paragona alla Zeknova, Shuji porta Shiiki e Amate in un Newtype Flash dove Shiiki rivela che qualcuno sta comunicando con Shuuji attraverso il Red Gundam prima che venga uccisa da Shuuji quando distrugge la sua cabina di pilotaggio. Assistendo a ciò, Amate si rende conto di quanto Shuuji sarebbe disposto a spingersi per realizzare il suo sogno. |                 |                |
| 5  | Nyaan non conosce quel bagliore 「ニャアンはキラキラを知らない」 - Nyaan wa kirakira o shiranai | 7 maggio 2025   | 7 maggio 2025  |
| 5  | Gaia e Ortega, due dell'ex gruppo di assi The Black Tri-Stars, hanno in programma di partecipare alle Clan Battle per guadagnare un po' di soldi. Al Lato 6, Xavier decide di cercare lui stesso il GQuuuuuX, anche se viene avvertito da un informatore di Zeon di diffidare delle vere motivazioni di Challia. Si imbatte in Amate e Nyaan mentre si dirigono verso la loro prossima battaglia tra clan e riconosce Amate. Quando Nyaan viene avvicinata da un agente di polizia che le chiede di identificarsi, Amate aggredisce l'agente e lei e Nyaan fuggono. Xavier mette alle strette e trattiene Amate per dimostrare la sua identità di pilota, ragionando che i Pomerania sarebbero costretti a dare forfait se non arrivasse in tempo per pilotare il GQuuuuuuX. Nyaan decide di prendere segretamente il suo posto. Nyaan e Shuuji combattono contro Gaia e Ortega, che prendono rapidamente il sopravvento a causa dell'inesperienza di Nyaan e di Shuuji debilitato dalla febbre. Tuttavia, la frustrazione di Nyaan fa sì che i suoi poteri Newtype si manifestino e lei e Shuuji siano in grado di uccidere Gaia e Ortega. Dopo la fine della battaglia, Amate fugge da Xavier, sconvolta dal fatto che la sua connessione Newtype con Shuuji non è più speciale. In seguito è scioccata nell'apprendere che Nyaan stava pilotando il GQuuuuuuX. |                 |                |
| 6  | Il complotto per assassinare Kycilia 「キシリア暗殺計画」 - Kishiria ansatsu keikaku | 14 maggio 2025  | 14 maggio 2025 |
| 6  | Amate ha un litigio con Nyaan a causa della sua gelosia e inizia ad evitarla. Challia organizza la consegna di un'armatura mobile Kikeroga per ragioni sconosciute. Xavier viene avvertito dal suo informatore che sia Zeon che Side 6 sono in tensione a causa dell'imminente arrivo di Lady Kycilia Zagi nella colonia per una conferenza segreta, e ci sono timori che il fratello di Kycilia e il Comandante Supremo Gihren o la Federazione possano interferire. Dal momento che Challia ha legami con Gihren, a Xavier viene ricordato di monitorarlo ulteriormente come talpa di Kycilia. Più tardi, il leader dei Pomerania Annqi negozia un accordo con Challia per restituire il GQuuuuuuX e rivelare la posizione di Shuji e del Red Gundam dopo aver spiato Amate in cambio di una grossa taglia. Amate lo sente e si riconcilia con Nyaan in modo che possano avvertire Shuji del pericolo. Nel frattempo, gli agenti della Federazione e i Cyber-Newtypes Gates Capa e Deux Murasame si infiltrano nel Lato 6 su ordine di Bask Om con l'intento di assassinare Kycilia. Le autorità del Lato 6 cercano di uccidere Xavier come avvertimento per Zeon, ma viene salvato da Challia, lasciando Xavier a chiedersi quali siano i suoi piani mentre Kycilia arriva alla colonia. |                 |                |
| 7  | La ribellione di Machu 「マチュのリベリオン」 - Machu no riberion | 21 maggio 2025  | 21 maggio 2025 |
| 7  | Kycilia incontra i rappresentanti di Side 6 per cercare finanziamenti per il progetto Solar Ray per ripristinare l'ambiente terrestre. Nel frattempo, Nyaan pilota di nuovo il GQuuuuuuX e si unisce a Shuji per combattere Gates e Deux, quest'ultimo pilota l'armatura mobile Psycho Gundam, mentre causano distruzione all'interno della colonia. Amate cerca di rubare il premio in denaro della Battaglia del Clan, ma fugge quando Annqi la chiama per le sue azioni impulsive e cerca di convincerla a lasciar perdere. Nyaan chiede a Shuji di scappare senza Amate, mentre il Red Gundam scatena un altro Zeknova e scompare, portando Shuji con sé. Xavier difende Kycilia da Gates e Deux, e Challia uccide i Cyber-Newtypes con la sua Kikeroga. Amate viene bollata come fuggitiva da Side 6 e tenta di fuggire nel GQuuuuuuX, che inizia a rispondere alla sua frustrazione, fino a quando non viene sottomessa da Challia. Prende in custodia Amate e il GQuuuuuuX nel Sodon e inizia a pianificare l'assassinio di Kycilia e Gihren per evitare lo scoppio di una guerra civile, mentre Xavier incontra Nyaan e la invita a servire sotto Kycilia. |                 |                |
| 8  | Schianto sulla luna 「月に墜(堕)ちる」 - Tsuki ni ochiru | 28 maggio 2025  | 28 maggio 2025 |
| 8  | Durante la missione per distogliere Solomon, Char lo usa come copertura per uccidere Kycilia quando viene distratto da un mobile suit della Federazione pilotato da sua sorella Artesia e rimane intrappolato nella base dell'asteroide che sta crollando. Challia sente Char parlare con qualcuno pochi istanti prima che la Solomon venga inghiottita dalla prima Zeknova, mentre Kycilia viene informata che una cavia tenuta da Granada con nome in codice la "Rosa di Sharon" è scomparsa. Tornando al presente, Nyaan viene scortata in giro per Granada da Xavier, che la presenta al suo compagno di classe Miguel Serveto e al mobile suit Gundam GFreD. Nyaan scopre che i suoi precedenti piloti sono stati uccisi prima di testarlo, e viene informata da Xavier della diffidenza e della corsa agli armamenti tra Kycilia e Gihren. In seguito incontra Miguel e lo smaschera di essere una spia di Gihren. Miguel pensa che sia per evitare che il GFreD trasformi i suoi piloti in "Diablos", quando lo Psycommu del GFreD si attiva in presenza di Nyaan e lo uccide. Kycilia viene a conoscenza dell'incidente e si sforza di addestrare ulteriormente Nyaan nel suo obiettivo di attivare lo Yomagn'tho e replicare lo Zeknova, mentre Nyaan viene a conoscenza della fuga del GQuuuuuuX sulla Terra. Nel frattempo, un ingegnere di nome Shirouzu accompagna Tirza Lionni e si imbarcano su un volo diretto a Granada. |                 |                |
| 9  | La rosa di Sharon 「シャロンの薔薇」 - Sharon no bara | 4 giugno 2025   | 4 giugno 2025  |
| 9  | Challia interroga Amate su dove si trovi la Rosa di Sharon in base alla descrizione di Shuji, anche se sente che Amate non ne è a conoscenza. Amate riceve aiuto da un benefattore sconosciuto e lo usa per fuggire dal Sodon nel GQuuuuuuX, che Challia nota e ordina al suo equipaggio di monitorarla e seguirla fino alla Rosa di Sharon. Si schianta vicino a Mangaluru e viene portata in un bordello per riprendersi. Amate viene a sapere dalle cameriere del bordello che una donna sta aspettando il suo arrivo. La donna si presenta come Lalah Sune, e condivide con Amate le sue visioni di innamorarsi di un ufficiale di Zeon che indossa un'uniforme rossa che l'ha liberata e di vederlo morire per mano di un soldato della Federazione che pilota un mobile suit bianco, che anche lei amava. Amate chiede a Lalah di fuggire dal bordello con lei, ma Lalah rifiuta mentre continua ad aspettare l'ufficiale di Zeon, rattristando Amate. Amate vola verso l'oceano per recuperare il GQuuuuuuX e trova un'armatura mobile e una donna priva di sensi che assomiglia a Lalah nella sua cabina di pilotaggio, che Amate capisce essere la Rosa di Sharon. Challia e il Sodon volano quindi per catturarla e raccogliere l'armatura mobile, poiché osserva che non proviene dal loro mondo. |                 |                |
| 10 | Il blocco dello Yomagn'tho 「イオマグヌッソ封鎖」 - Iomagunusso Fūsa | 11 giugno 2025  | 11 giugno 2025 |
| 10 | Con Yomagn'tho quasi completato, Zeon conduce gli ultimi preparativi per la sua apertura. Challia si confida con Amate sulla sua disillusione nei confronti di Zeon durante la Guerra di un anno e su come le ambizioni di Char risuonassero con lui, prima di regalare ad Amate una pistola e dirle di seguire i suoi desideri. Kycilia incontra Gihren e il suo entourage, dove critica l'inazione di Gihren dopo il suo tentativo di assassinio. Mentre chiamano Kycilia per la sua codardia, Gihren e il suo entourage vengono avvelenati e uccisi da lei. Kycilia prende il controllo di Yomagn'tho e attacca le forze di Gihren, con Xavier e Nyaan in testa. Nyaan si dirige all'interno del nucleo di Yomagn'tho per una missione speciale da Kycilia, durante la quale ricorda la sua lezione sulla forza e la sopravvivenza e le donazioni di una pistola. Nel bel mezzo del caos, Shirouzu fugge. Rendendosi conto di aver calcolato male le azioni di Kycilia, Challia e Amate si schierano per fermare Yomagn'tho. Nyaan controlla la Rosa di Sharon con il GFreD e punta Yomagn'tho verso la base Zeon di A Baoa Qu, dove rilascia un'enorme Zeknova che tira fuori la base e la distrugge, uccidendo la sua guarnigione prima di svanire. Amate si infuria per l'uso della Rosa di Sharon per la distruzione e affronta il GFreD all'interno del nucleo, chiedendo di conoscere il suo pilota. |                 |                |
| 11 | Alphacida 「アルファ殺したち」 - Arufa Koroshi-tachi | 18 giugno 2025  | 18 giugno 2025 |
| 11 | Nyaan si ritrae dolorante per aver utilizzato la Rosa di Sharon quando si confronta con il GQuuuuuuX. Nyaan e il GQuuuuuuX duellano l'uno con l'altro, e Nyaan riconosce immediatamente che il GQuuuuuuX è pilotato da Amate. Amate mette in discussione la decisione di Nyaan di unirsi a Zeon e proclama la sua determinazione nel liberare Lalah dalla Rosa di Sharon. Altrove all'interno di Yomagn'tho, Shirouzu viene messo alle strette da Kycilia, che lo riconosce per Char e lo implora di unirsi a lei. Amate e Nyaan interrompono il loro confronto dopo essere state guidate da Shuji, e Char se ne va con Amate. Char esprime la sua intenzione di uccidere la Rosa di Sharon per prevenire ulteriore caos usando il Red Gundam recuperato, con grande shock di Amate. Nyaan inizia a dubitare degli obiettivi di Kycilia. Quando vede Kycilia prepararsi a uccidere Amate, Nyaan le spara e fugge nel GFreD. Più tardi, Amate combatte con riluttanza Char per salvare Lalah, mentre Shuji interviene e Lalah viene risvegliata. Si forma una Zeknova, che l'equipaggio di Sodon si rende conto avere una fonte diversa dalle istanze precedenti. Shuji trascina Amate e Char in un piano etereo e afferma che non vuole vedere Lalah ferita, rivelando che proviene da un universo diverso. Shuji annuncia il suo obiettivo di distruggere il loro mondo mentre un mobile suit viene evocato dal suo universo. |                 |                |
| 12 | Per questo io... 「だから僕は…」 - Dakara Boku wa... | 25 giugno 2025  | 25 giugno 2025 |
| 12 | Char attiva la vera funzione di Yomagn'tho per rimandare la Rosa di Sharon nel suo universo, quando entra il mobile suit di Shuji. Amate chiede a Shuji le sue ragioni, durante la quale viene mostrata una visione della Rosa del Lalah di Sharon che crea universi diversi per la disperazione di non essere riuscita a salvare Char dalla morte; vedendo che il Char del loro mondo si rifiuta di accettare Lalah, Shuji decide di uccidere Lalah per salvare i suoi sentimenti pilotando il mobile suit, che viene identificato dal Sodon come un Gundam e il "Diavolo Bianco". Amate si riconcilia e si allea con Nyaan per combattere Shuji e proteggere Lalah, mentre Char uccide Kycilia e combatte Challia, che crede che Char possa portare l'umanità alla rovina. Il Gundam di Shuji travolge Amate e Nyaan e si prepara a sferrare il colpo mortale alla Rosa di Sharon, quando Amate lo ferma. Amate convince Shuji ad abbandonare la sua missione e lasciare che Lalah prenda le sue decisioni, e Shuji ammette la sua ammirazione nei confronti di Amate e la sua determinazione come Newtype, mentre i due si scambiano un bacio. Nella Rosa di Sharon, Lalah si risveglia e ringrazia Amate mentre rilascia una Zeknova che avvolge lei, Shuji e Yomagn'tho prima di scomparire. Char si ferma e fugge mentre Xavier insiste sul fatto che Challia ha bisogno di aiutare a riformare Zeon per creare un mondo migliore per i Newtype. Qualche tempo dopo, Challia e il suo equipaggio guardano mentre Artesia diventa il leader di Zeon e Char trova la Lalah del loro mondo. Amate e Nyaan si rilassano su una spiaggia sulla Terra, con Amate fiduciosa e speranzosa che un giorno sarà in grado di rivedere Shuji. |                 |                |

### Merchandise
Oltre ad altre forme di merchandising, la serie fa parte della lunga linea di modellini in plastica Gunpla di Bandai Spirits. I kit basati sui mobile suit della serie sono prodotti in scala 1/144 e sono stati stati commercializzati a partire da gennaio 2025.

## Accoglienza
Il prologo cinematografico Mobile Suit Gundam GQuuuuuuX Beginning è stato elogiato dalla critica per lo stile visivo, i personaggi, la scrittura e la reinterpretazione narrativa dell'originale Mobile Suit Gundam.
L’introduzione con Char Aznable e la rappresentazione della divergenza nella linea temporale dell’Universal Century, centrale nella narrazione di GQuuuuuuX, sono state apprezzate per la loro fedeltà audiovisiva e tonale alla serie originale. James Whitbrook di Gizmodo ha elogiato il riutilizzo della colonna sonora e degli effetti audio originali, oltre alla fedele ricostruzione di scene e ambientazioni, affermando che questi elementi sono stati “ricontestualizzati in modi affascinanti per adattarsi a un’interpretazione alternativa degli eventi, dove Char diventa improvvisamente il protagonista di una narrazione familiare”. Richard Eisenbeis di Anime News Network ha condiviso un parere simile, paragonando positivamente l’idea a una fan fiction ambientata in un universo alternativo, definendola “una nuova direzione per Gundam” e descrivendola come “uno spasso di per sé”. Eisenbeis ha inoltre lodato la storia originale e i nuovi personaggi, affermando che la combinazione tra “puro fanservice” e nuova narrazione ha reso Beginning un’esperienza catartica per i fan della serie classica, pur mantenendosi accessibile a chi si avvicina per la prima volta al mondo di Gundam. Al contrario, Kambole Campbell di Polygon ha ritenuto che l’eccessiva dipendenza dalla serie originale renda GQuuuuuuX “probabilmente non il miglior punto di partenza per i neofiti”, pur apprezzando comunque il prologo, definendolo un “delizioso ritorno al passato”. Anche Isaiah Colbert di Aftermath ha apprezzato la premessa narrativa divergente, descrivendola come “vedere Studio Khara e Sunrise giocare con i loro giocattoli”. Juan Barquin di IGN ha osservato che il prologo funziona come “una lezione di storia che prepara lo spettatore non iniziato” alla nuova trama di GQuuuuuuX.
Lo stile visivo della serie è stato notato per la sua fusione tra elementi audiovisivi classici e nuovi design, descritti da Eisenbeis come “capaci di fluire naturalmente da una generazione all’altra”. Campbell ha apprezzato il contrasto tra lo stile dai colori vivaci e cartooneschi e gli elementi familiari della continuity UC. Barquin ha paragonato il design visivo al lavoro del character designer Take per il franchise Pokémon e alle produzioni di Gainax, elogiando la coerenza tra i due stili, che “non risulta mai stridente”, ma anzi sottolinea “l’evoluzione della vita e della cultura nel tempo dopo la guerra”.
Colbert ha lodato il passaggio estetico dal “look sgranato e retrò” del 0079 al “vibrante e dinamico mix di animazione 2D e 3D contemporanea”. Campbell, pur elogiando i design meccanici di Ikuto Yamashita, ha trovato che le battaglie in CG risultassero “più intrusive”, preferendo lo stile animato in 2D di The Witch from Mercury. Barquin ha invece apprezzato la fluidità delle scene d’azione, pur notando come la CG creasse un contrasto netto con The Witch from Mercury. Whitbrook ha descritto lo stile visivo come “un’estetica fantascientifica audacemente pop e colorata”.
Anche i personaggi e i temi proposti da GQuuuuuuX sono stati generalmente ben accolti, con la critica espressa desiderosa di approfondirne la narrazione e lo sviluppo nella serie regolare. Campbell, Barquin e Whitbrook hanno manifestato interesse per la premessa narrativa che segue un gruppo di personaggi cresciuti sotto il regime del Principato di Zeon, descritto come “fascista” e uno “stato di polizia”. Whitbrook ha paragonato la serie a Zeta Gundam, definendola un’esplorazione della vita in un mondo postbellico per una generazione cresciuta dopo la fine del conflitto, elogiando i personaggi di Machu, Nyaan e Shuji come “giovani credibili alle prese con un contesto complesso”.
Ashley Bardhan, sceneggiatrice di GamesRadar+, ha espresso invece disagio per la “sessualizzazione spietata” del personaggio di Machu nel film Beginning, pur apprezzandone la caratterizzazione. Bardhan ha osservato che i creatori sembravano più interessati ad attrarre un pubblico maschile attratto dalla figura di Machu, piuttosto che renderla un personaggio riconoscibile anche per lo spettatore femminile. Ha paragonato negativamente questa scelta al film Love & Pop (1998) del co-sceneggiatore Hideaki Anno, notando che lì la sessualizzazione delle protagoniste era funzionale al tema della vulnerabilità, mentre in GQuuuuuuX risulta “completamente scollegata”.